# 030 T Ouest 1372-1373 et 1401-1402

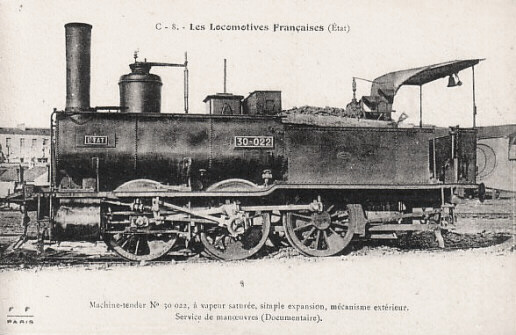
Locomotive 30-022, ex-1372 à l'Ouest.

Les 030 T Ouest 1372-1373 et 1401-1402 sont des locomotives à tender séparé de la compagnie des chemins de fer de l'Ouest.

## Histoire
Deux locomotives ont été acquises par la compagnie des chemins de fer de l'Ouest, lors de la reprise de l'exploitation du chemin de fer de Chars à Magny et numérotées  1372 et 1373. Deux autres locomotives proviennent du chemin de fer de Lisieux à Orbec. Elles portent les numéros 1401 et 1402. 
Les locomotives sont intégrées en 1909 au parc des chemins de fer de l'Etat. Elles deviennent alors les 030 - 30-021 et 30-022 (ex-Chars Magny) et 30-001 (ex Lisieu-Orbec) . 
Elles assurent un service de maneuvres dans les gares et disparaissent avant la création de la SNCF en 1938.

## La construction
1372-1373, livrées par la Graffenstaden en 1869
1401-1402, livrées par Cail en 1872